# 혁신형 소형모듈원자로
혁신형 소형모듈원자로(i-SMR)는 한국 정부가 2030년대 세계 원전 시장에 진출하기 위해 차세대 SMR을 개발하는 사업이다.

## 역사
설계안에 따르면 i-SMR은 전기출력 170MW 노심을 가진 일체형 원자로 4개로 구성되어, 680MW 출력이 될 예정이다.
한국 정부는 SMR의 노형을 개발하는 ‘i-SMR 개발사업’에 2023년부터 2028년까지 총 3992억원의 사업비를 투입한다.
2022년 5월 31일, 과기정통부에 따르면 이날 열린 예타총괄위원회는 이같은 기술개발사업 예비타당성 조사결과를 심의·의결했다. 차세대 원전으로 꼽히는 소형모듈원자로(SMR)를 개발하는 연구사업인 '혁신형 소형모듈원자로(i-SMR) 기술개발사업'이 예비타당성조사를 통과했다. 당초 2028년까지 5832억원의 예산을 신청했지만 1840억 원 삭감된 3992억원 규모로 심사를 통과했다.

## SMART-100
SMART-100은 전기출력 100MW인데, i-SMR은 전기출력 170MW이다. 둘 다 일체형 원자로라는 점은 동일하다.
한국원자력연구원은 유사한 디자인 변경으로 출시되는 스마트폰이 실제로는 고객의 요구를 반영해 더 나은 성능을 보유하도록 끊임없이 개선돼 출시되는 것과 같다고 설명한다.
i-SMR은 기존 SMART 대비 안전성과 경제성을 높였다. 건설비용을 대폭 절감할 계획이다.

## 같이 보기
- SMART-100